# 友蚋
友蚋，是台湾基隆市七堵區的一個地名，位於該區西北部，範圍包括友一里、友二里，內有麗景天下、綠葉山莊等社區。

## 歷史
台灣清治末期至日治前期，友蚋地區為一街庄，稱為「友蚋庄」，隸屬於石碇堡。該庄北與頂萬里加投庄為鄰，東與瑪陵坑庄為鄰，南邊為五堵庄、保長坑庄、鄉長厝庄，西邊為北港庄。
1901年（日治明治三十四年）11月，該庄隸屬於基隆廳，編入第十七區。1905年（明治三十八年）7月，第十七區改名「瑪陵坑區」。1920年（大正九年），該庄改制為「友蚋」大字，隸屬於臺北州基隆郡七堵庄，大字下有「鹿寮」、「港口」、「興化坑」、「十四坑」、「樟空湖」、「赤皮湖」、「七分寮」小字名。
戰後七堵庄改制為七堵鄉，隸屬於臺北縣，大字亦改制為村。1947年1月，七堵鄉劃歸基隆市，並改稱七堵區，村改制為里。1949年2月，暖暖、七堵分治，本地區仍屬七堵區。

## 交通
國道1號大致以東西向經過友蚋地區南部邊界地帶，但未設交流道。北側最近的出入匝道為五堵交流道，南側為汐止交流道，由此路線可快速前往台灣西部各地。
國道3號大致以東北東—西南西走向經過本地區中南部，亦未設交流道，且最近的匝道距離本地區甚遠，無利用之便。